# Seno recto
El seno recto, también conocido como seno tentorial o el sinus rectus, es un área dentro del cráneo por debajo del cerebro que recibe sangre venosa. El seno recto recibe sangre de las venas cerebelosas superiores y del seno sagital inferior y drena en la confluencia de senos.

## Estructura
El seno recto está situado dentro de la duramadre, donde el falx cerebri se encuentra con la línea media del tentorium cerebelli. En sección transversal es triangular, contiene unas bandas transversales a lo largo de su interior, y aumenta de tamaño a medida que avanza hacia atrás.[cita requerida]

## Función
Se forma a partir de la confluencia del seno sagital inferior y la vena cerebral magna.
El seno recto es una zona sin parangón bajo el cerebro que permite el drenaje de la sangre desde el centro inferior de la cabeza hacia fuera, en sentido posterior. Recibe sangre del seno sagital inferior, de la vena cerebral magna, de las venas cerebrales posteriores, de las venas cerebelosas superiores y de las venas del falx cerebri.

## Imágenes adicionales

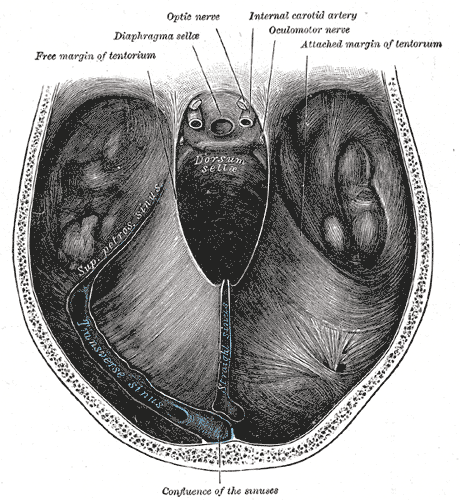
Tentorium cerebelli desde arriba.
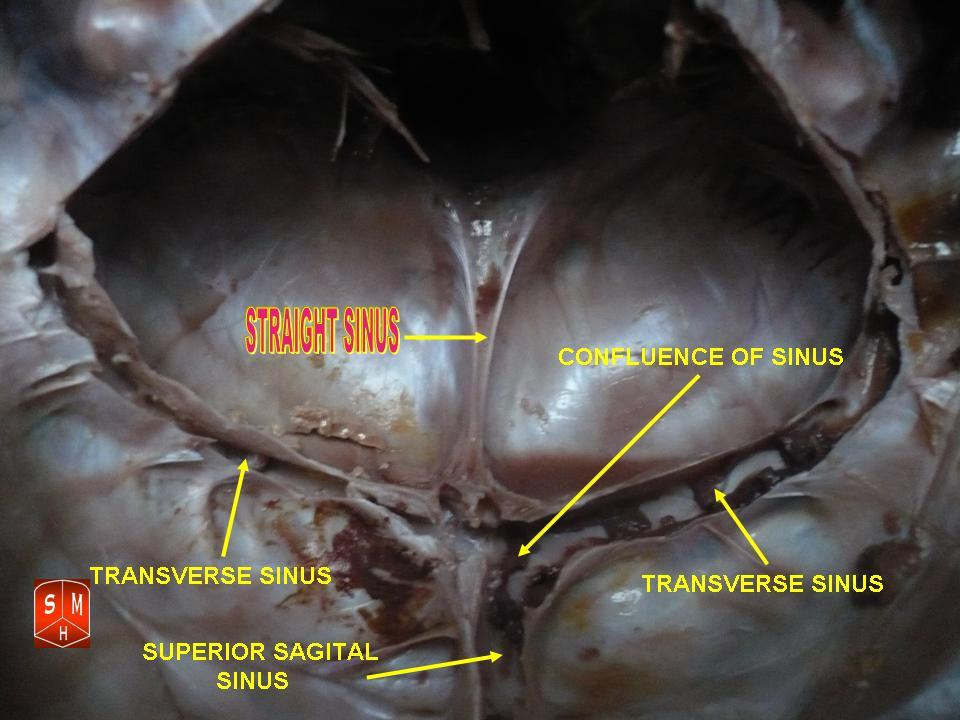
Seno recto